# 太平目長崎
太平目長崎（たいへいめながさき）は秋田県秋田市にある大字。郵便番号は010-1102。住居表示未実施地区。

## 地理
秋田市の東部、太平地区の中では南西部に位置する。南部を太平川が東西に横断し、並行して秋田県道28号秋田岩見船岡線及びその旧道（太平街道）が走る。太平地区の中心集落で、県道・街道を中心に平野が広がり、集落と農地が集中している。太平川南岸にも井関集落がある。他は山林地帯である。
西・北は太平八田、東は太平寺庭・太平中関、南は下北手寒川・下北手松崎に隣接する。

### 小字
36の小字が現存する。
- 字井関（いせき）
- 字大根沢（おおねざわ）
- 字大野町（おおのまち）
- 字鍜冶屋敷（かじやしき）
- 字上井関（かみいせき）
- 字上縄手（かみなわて）
- 字上目長崎（かみめながさき）
- 字神田（かんだ）
- 字久保（くぼ）
- 字栗ノ木台（くりのきだい）
- 字下馬前（げばまえ）
- 字五反田（ごたんだ）
- 字小山崎（こやまさき）
- 字柴敷（しばしき）
- 字下川原（しもかわら）
- 字新道下（しんみちした）
- 字菅ノ沢（すがのさわ）
- 字外ノ沢（そとのさわ）
- 字滝瀬（たきせ）
- 字館ノ腰（たてのこし）
- 字長橋（ながはし）
- 字苗代田（なわしろだ）
- 字沼田（ぬまた）
- 字古町（ふるまち）
- 字堀切野（ほりきりの）
- 字舞鶴館（まいづるだて）
- 字真木ノ沢（まきのさわ）
- 字班目沢（まだらめざわ）
- 字待合（まちあい）
- 字簑田（みのだ）
- 字宮崎（みやさき）
- 字宮田表（みやたおもて）
- 字目長崎（めながさき）
- 字本町（もとまち）
- 字屋中（やなか）
- 字谷地（やち）

### 河川
- 太平川

## 歴史
文禄元年8月22日（1592年9月27日）の「秋田家分限帳写」に「石保目ノ長崎 407石余」とあるのが初見資料である。「石保」の意味あるいは誤記かどうかは不明。「慶長6年秋田家分限帳」には、鉄炮衆・鑓衆の知行として17石3件を「目長崎村之内」に設定した記録がある。鎌田旦右衛門代官所の中にも「太平郷之内目名崎村 334石余」との記述がある（秋田家文書）。これらから「目のなが崎」が本来の名称だと考えられている。
江戸時代を通じて久保田藩領で、「正保国絵図」では本田当高700石とされている。「享保黒印高帳」では村高656石余・当高760石余（うち本田689・本田並39・新田32）。「享保郡邑記」では98軒あって、うち枝郷の古町・小曽田（おそだ）・井関の3ヶ村分が57軒となっている。本町という村名が無いのに土地の者は本町と呼んでいることを不審に思う記述もされている。「寛政村附帳」では親郷で、当高739石余（うち蔵分718、給分21）。「秋田風土記」では600石・98戸があり、「天保郷帳」では760石余。「羽陰温故誌」によるこの頃の人口は468人、戸数98戸、馬100、牛60。

### 沿革
- 1873年（明治6年）3月 - 大区小区制の改正に伴い、秋田郡目長崎村は秋田県第1大区6小区に属した[5]。
- 1874年（明治7年）8月20日 - 目長崎学校が開校する[6]。
- 1884年（明治17年）頃 - 郡区町村編制法の下で、南秋田郡目長崎村・八田村・中関村・寺庭村・黒沢村・山谷村が連合。戸長役場は目長崎村に設置される[4]。
- 1887年（明治20年） - 連合6ヶ村の戸数491、人口3,095（地方行政区画便覧）[7]。
- 1889年（明治22年）4月1日 - 町村制施行に伴い、連合6ヶ村が合併し南秋田郡太平村が発足。太平村大字目長崎となる[4]。
- 1954年（昭和29年）10月1日 - 太平村が秋田市へ編入されたことに伴い、名称に「太平」を冠した上で秋田市の大字となる[4]。
- 1981年（昭和56年） - 太平小学校校舎改築[8]。

### 字域の変遷
地区内で町名整理・住居表示実施その他に伴う区画変更は行われていない。

## 世帯数と人口
2016年（平成28年）10月1日現在の世帯数と人口は以下の通りである。
| 大字                   | 世帯数  | 人口  |
| ---------------------- | ------- | ----- |
| 太平目長崎（小字全域） | 121世帯 | 335人 |

## 交通

### 鉄道
地区内に鉄道路線・駅は無い。最寄り駅はJR東日本奥羽本線・羽越本線・秋田新幹線の秋田駅。

### バス
- 秋田中央交通
  - 《太平線》 - 大曲 - 古町入口 - 神田 - 本町下丁 - 本町 - 学校前 - 地域センター前 -

### 道路
- 秋田県道28号秋田岩見船岡線
  - 太平街道
- 目長崎林道

## 施設

### 字上目長崎

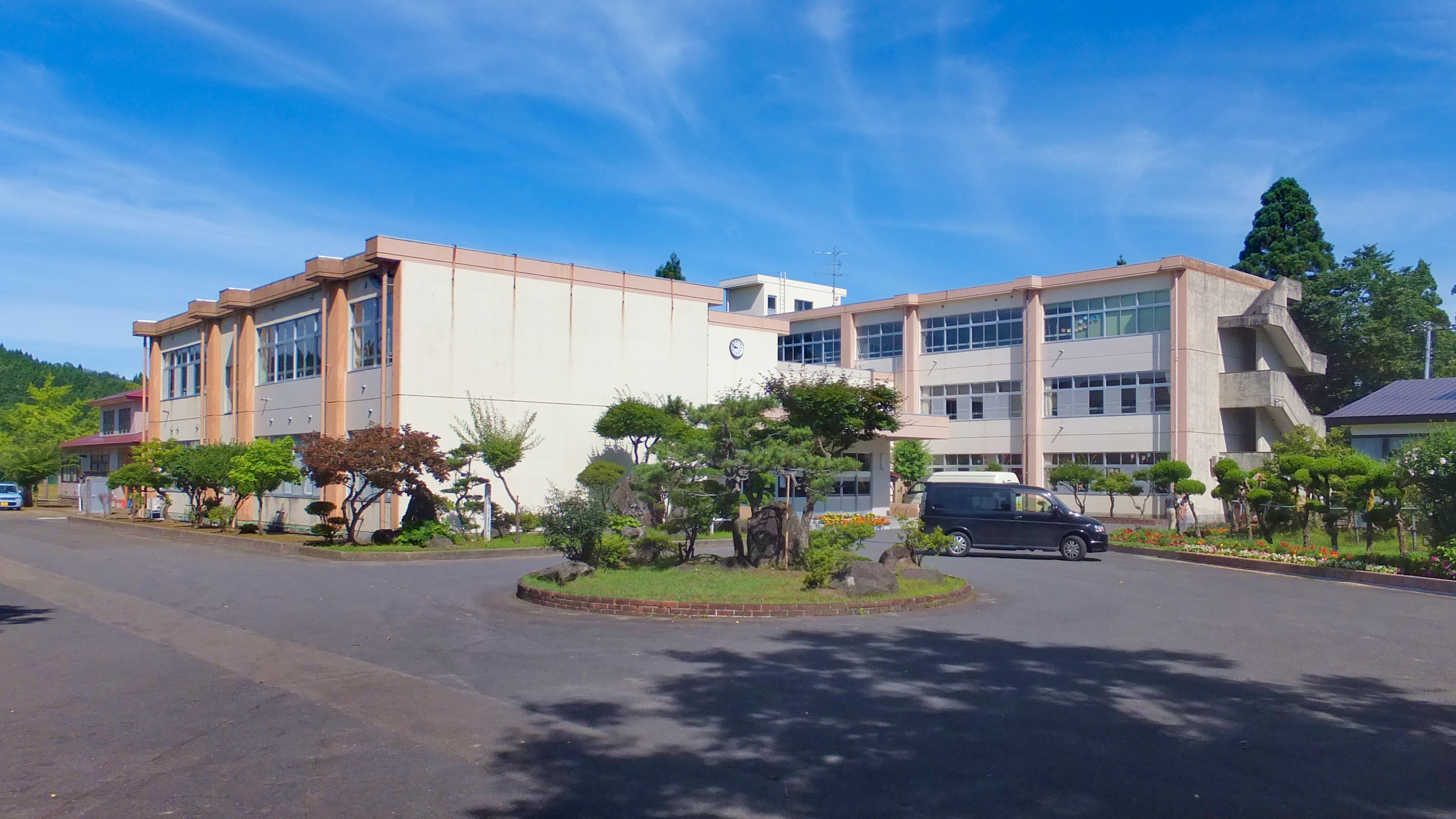
秋田市立太平小学校
- 太平幼稚園
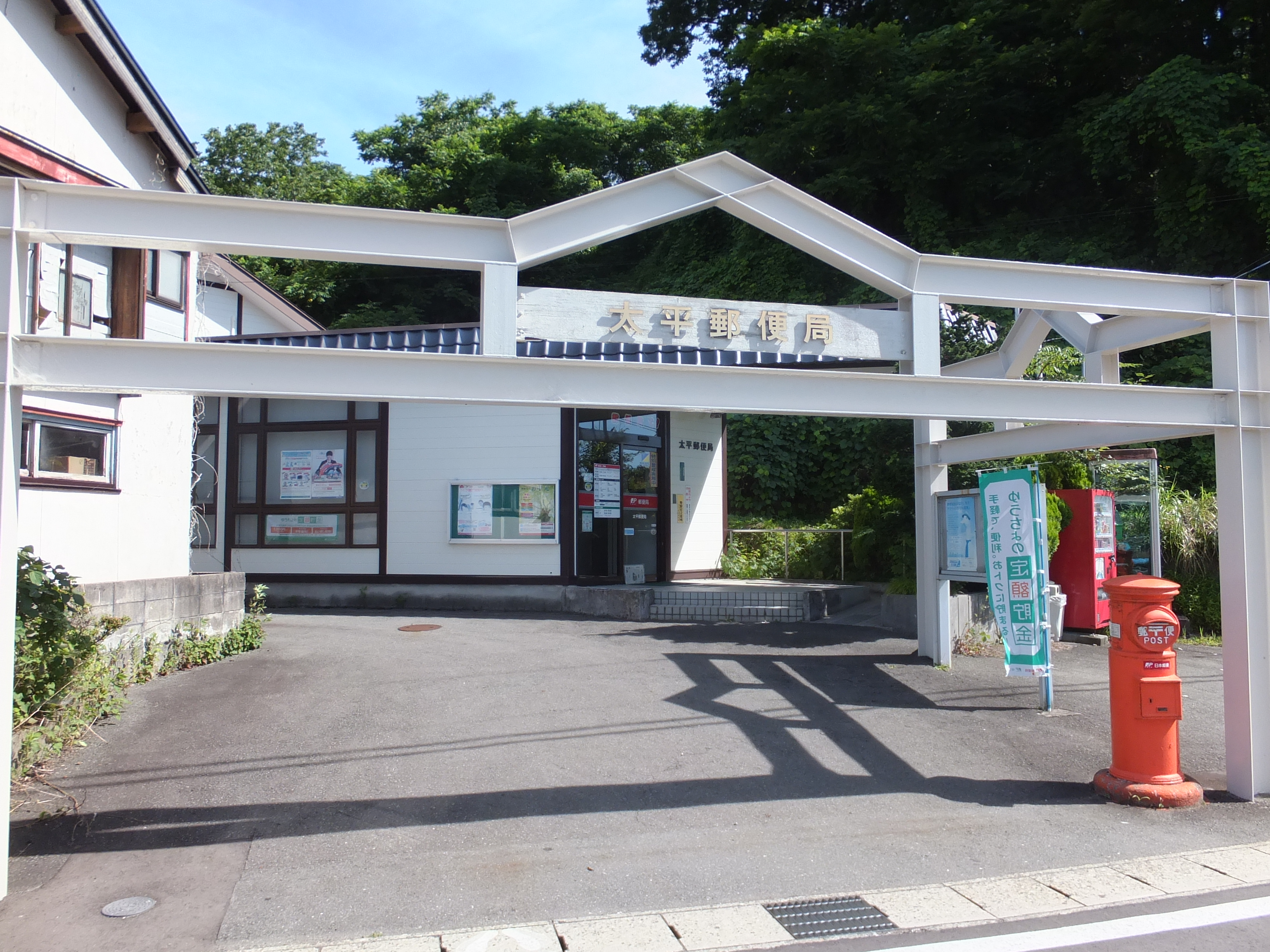
太平郵便局
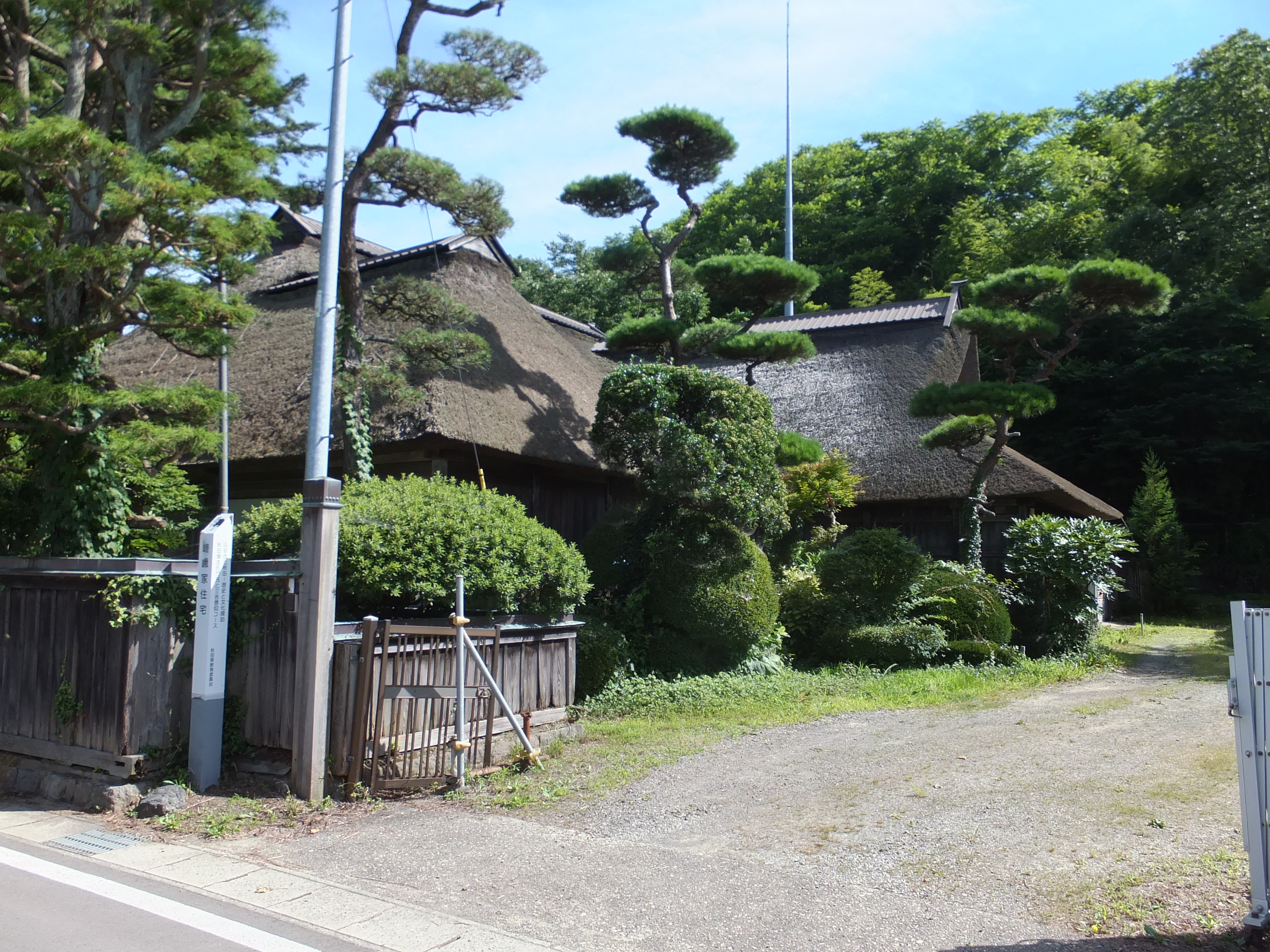
旧嵯峨家住宅（国の重要文化財）

- 秋田市立太平小学校
- 太平郵便局
- 旧嵯峨家住宅

### 字神田
- 高橋製材所

### 字栗ノ木台
- 沢田牧場

### 字五反田
- 神田公民館

### 字新道下
- 真山神社

### 字菅ノ沢
- 秋田中央森林組合

### 字長橋
- 森合商店
- 秋田東警察署太平駐在所

### 字沼田

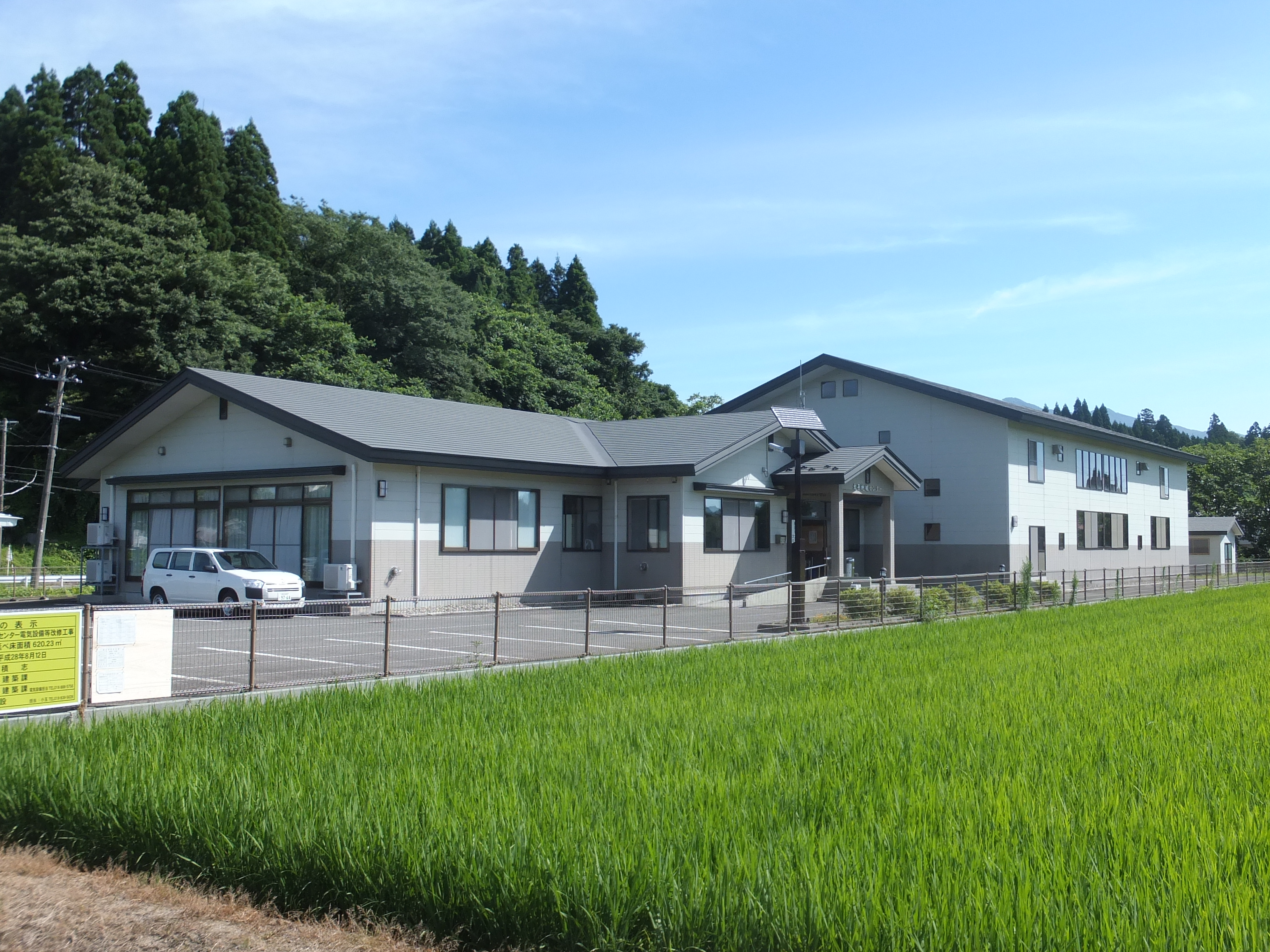
秋田市太平地域センター

- 秋田市太平地域センター

### 字堀切野
- 鈴木牛乳

### 字宮田表
- 愛宕神社

### 字目長崎
- 古町公民館

### 字本町
- 本町公民館
- 昌泉院
- 源正寺
- 目長崎神社